# Я — «Береза»
Я — «Береза» — радянський художній телефільм, військова драма режисера Даміра Вятича-Бережних, що вийшов в 1964 році. Фільм знятий за мотивами оповідання  Бориса Польового «Ми — радянські люди».

## Сюжет
Олена — перекладач німецької мови, яка в окупованому фашистами місті навчає офіцерський склад російській мові. При цьому вона — радянська розвідниця, що працює під кодовим ім'ям «Береза». У роки Великої Вітчизняної війни працює в тилу ворога, вона видобуває цінні відомості для радянського командування.

## У ролях
- Наталія Фатєєва —  Олена, радянська розвідниця «Береза»
- Володимир Івашов —  льотчик
- Микола Крючков —  дядько «Левко»
- Фелікс Яворський —  журналіст
- Вадим Захарченко —  радист
- Іван Жеваго —  господар комісійного магазину
- Костянтин Барташевич —  німецький генерал
- Арво Круусемент —  німецький майор
- Олег Голубицький —  ад'ютант німецького генерала
- Л. Шумахер —  німецький капітан
- Б. Романов —  армійський офіцер
- Вікторія Чаєва —  закадровий переклад

## Знімальна група
- Автор сценарію: Леонід Забицький
- Режисер-постановник:  Дамір Вятич-Бережних
- Головний оператор:  Костянтин Бровін
- Художник:  Василь Щербак
- Режисер:  Левон Кочарян
- Композитор:  Володимир Юровський
- Звукооператор: А. Павлов
- Грим: І. Пермінова
- Художник по костюмах: Є. Міхановська
- Монтаж: Р. Димитрато
- Редактор: І. Наумова
- Диригент:  Григорій Гамбург
- Директор картини: Олексій Стефанський